# 190 Ismene
190 Ismene este un asteroid din centura principală, descoperit pe 22 septembrie 1878, de Christian Peters.